# Maxut, Iași
Maxut este un sat în comuna Deleni din județul Iași, Moldova, România.
Biserica „Sfinții Voievozi Mihail și Gavriil” din Maxut a fost ctitorită de Grigore și Pulheria Ghica în anul 1842. La intrarea în biserică este o placă scrisă cu caractere slavone care atestă anul ctitoriei. Hramul bisericii se sărbătorește la data de 8 noiembrie.
Conacul Polizu–Micșunești a fost construit în anul 1878 de către familia Ghica în stil neoclasic. În anul 1946 a fost confiscat de comuniști, iar familia de boieri a fost deportată în inima Bărăganului. Acum este restaurat. Conacul este împrejmuit de vegetație printre care și arbori seculari și care mai păstrează din speciile exotice. Conacul este folosit în general ca loc de protocol, putându-se închiria camere pentru cazare.